# Konungsnämnden
Konungsnämnden var ett organ för utövande av kungens domsrätt, som existerade under medeltiden och 1500-talet.
De äldsta stadgandena om en Konungsnämnd är från 1340-talet. I varje lagsaga skulle då en konungsnämnd rannsaka och döma i vissa fridsbrott. Magnus Erikssons landslag föreskrev att en konungsnämnd på tolv personer skulle rannsaka i högförräderimål och brott mot konungabalken. I Kristofers landslag införlivades konungsnämnden med de kungliga räfstetingen och skulle vid dessa rannsaka i räfstetingen och skulle vid dessa rannsaka i liknande mål samt i mål, som vädjades under konungens dom. Om dessa bestämmelsers tillämpning är föga känt. Under senare delen av 1400-talet förefaller dock inte konungsnämnden fungerat. Först på 1560-talet återinförde Erik XIV en konungsnämnd (eller parlamentum), som dock endast hade namnet gemensamt med den medeltida. Förebilden var i stället de borgrätter, som hölls vid hovet under Gustav Vasas tid och i de utländska kungliga domstolarna. I Erik XIV:s hovartiklar kallas den nyinrättade domstolen konungsnämnd eller borgrätt. Den skulle döma efter hovartiklarna och Sveriges lag och tjänstgöra som överdomstol över lagmansrätterna men också kunna ta upp mål i första instans, vilket snart blev dess huvudsakliga uppgift. Enlig en instruktion 1563 skulle den även resa omkring i landsorterna och rannsaka. Den var sammansatt av ett växlande antal bisittare, varibland flera ofrälse, och hade som åklagare en kunglig prokurator, vilket ämbete bekläddes av kungens främste rådgivare, Jöran Persson. Som verktyg för den kungliga viljan fick den hand om en rad rättegångar i förräderimål mot hertig Johans anhängare och misstänkta adelsmän. Särskilt ryktbar blev den för 1566–1567 års processer mot Sturarna och andra rikets främsta herrar, vilka ledde fram till Sturemorden. Även andra mål togs upp, rannsakningar över försummad adlig rusttjänst, över fogdars underslev och vidare en rad godsmål rörande beslagtagna danska adelsgods och de gustavianska arvegods, som återbördades till rätta ägare. De utmätta domarna var i regel mycket hårda och gällde i ett stort antal fall döden men sattes långt ifrån alltid i verket. Efter Erik XIV:s avsättning avskaffades konungsnämnden, som ådragit sig Johan III och adelns starka ovilja.